# Канистерапия

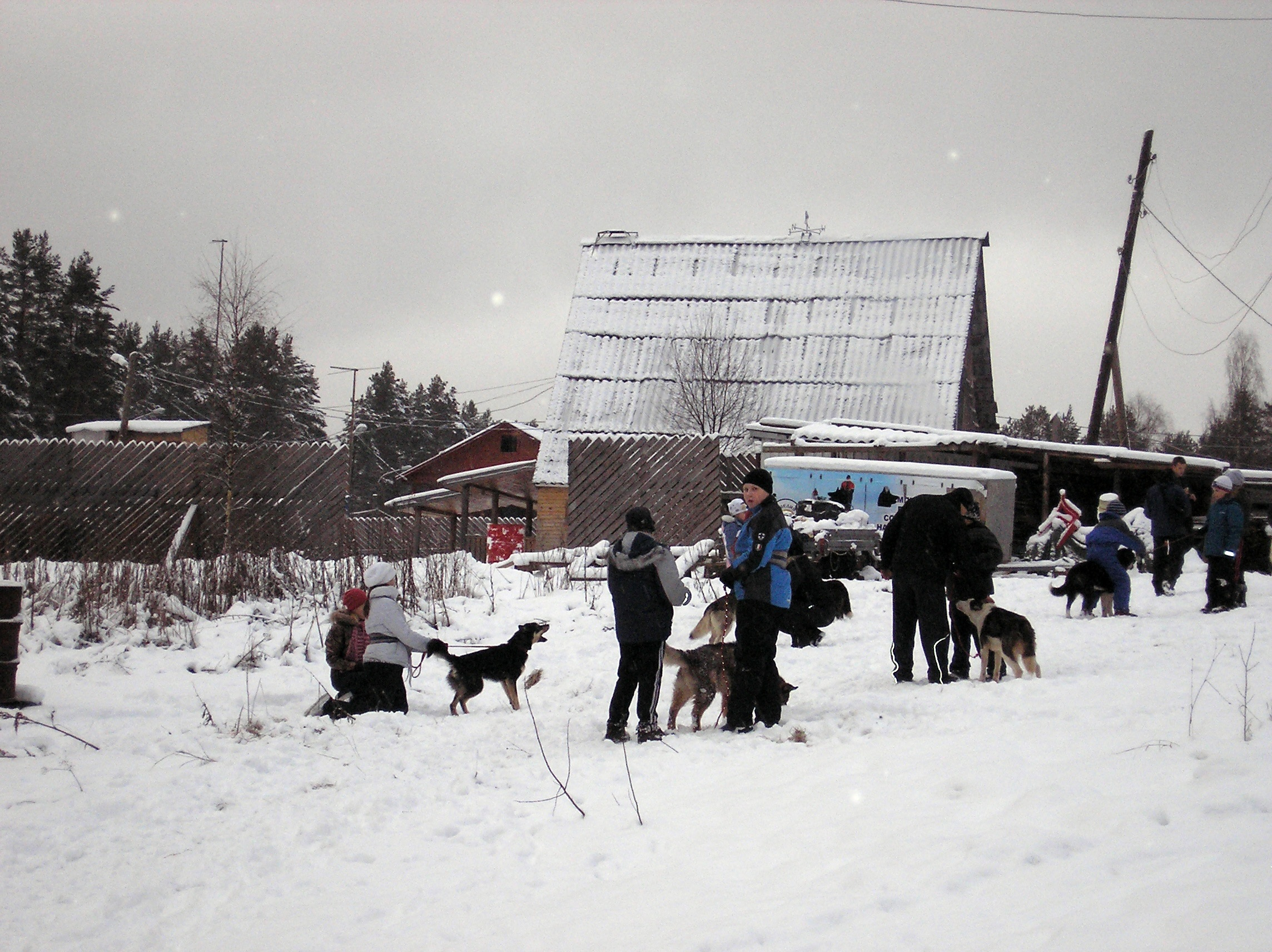
Дети и собаки на занятиях в рамках канистерапии в Карелии (Россия)

Канистерапи́я (от лат. сanis — собака + греч. θεραπεία — лечение) — разновидность терапии с животными, метод лечения и реабилитации с использованием специально отобранных и обученных собак. Канистерапию используют в медицинской и социальной реабилитации.
Канистерапия может использоваться как психотерапевтическая методика, способствующая развитию умственных и эмоциональных способностей, улучшению двигательных функций и моторики, а также для усиления эффективности развития личности при коррекции, реабилитации и социальной адаптации детей с особенностями развития. Например, канистерапия применяется в специальных программах, созданных для детей с нарушениями зрения. Данные программы помогают слепым и слабовидящим детям  познавать окружающий мир, способствует социализации и улучшает эмоциональное состояние .
Собаки обладают некоторыми качествами, сходными с человеческими: эмоциональностью, способностью выражать свои переживания действиями, звуками, мимикой, реакцией на коммуникативные инициативы человека. Кроме того, они легко обучаются вербальным командам и охотно им подчиняются. Это позволяет эффективно использовать их в реабилитации пациентов с особенностями развития, нарушением моторики и двигательной активности. 
Огромную роль в канистерапии также играет тактильное взаимодействие с собакой-терапевтом. Для этой работы отбирают собак с определенным типом психики, устойчивой нервной системой и желанием взаимодействовать. Все собаки должны пройти специальный курс обучения и тестирования прежде, чем их допустят до работы. 

## История возникновения метода
Положительные терапевтические свойства при общении человека с домашними животными были известны ещё со времён Гиппократа, о чём свидетельствуют сохранившиеся документы, произведения искусства и данные раскопок археологов. В Древней Греции и Египте около 3 тыс. лет назад были обнаружены способности собак справляться с различными человеческими недугами. Сохранившиеся документы свидетельствуют, что в 1792 году в английском городе Йорке собак использовали в терапевтическом процессе в больнице для душевнобольных. Во время ухода за животными больные общались с ними. Было отмечено положительное влияние такой методики и, как следствие, повышение эффективности лечения.
После Второй мировой войны врачи Красного Креста заметили, что в госпиталях, в которых разрешалось находиться собакам, раненые старались проводить с ними больше времени. Было отмечено, что в таких учреждениях процесс выздоровления происходил гораздо быстрее. В связи с этим в госпитале военно-воздушных сил в Нью-Йорке стали широко использовать этот метод.
Однако само понятие «терапии с участием животных» (или пет-терапии) было впервые сформулировано американским специалистом в области детской психиатрии Борисом Левинсоном в 1960 году. Во время домашних приёмов он заметил, что присутствующая на сеансах собственная собака вызывает у пациентов-детей положительные реакции. С тех пор метод лечения, включающий в себя общение с животными, в частности с собаками, получил широкое распространение на Западе. В настоящее время канистерапия может использоваться при лечении и таких серьёзных заболеваний, как детский церебральный паралич, аутизм, гиперактивность, сердечно-сосудистые заболевания, а также при различных психо-соматических нарушениях. Это направление стало широко развиваться и распространяться не только за рубежом, но и в России.

## Особенности метода канистерапии
Существует различие между деятельностью с участием собак и терапией с участием собак. Деятельность с участием собак подразделяется на пассивную и активную. При пассивной деятельности пациенты не контактируют непосредственно с собаками. В этом случае терапевтическое воздействие достигается путём наблюдения за животными в вольерах, природных парках — пациенты могут получать ощутимую пользу для здоровья просто от их присутствия. 
При активной деятельности во время общения с собаками терапевтический эффект достигается за счёт вовлечения животных в совместные игры с пациентами, тактильного взаимодействия, развития моторики в процессе ухода за ними (расчёсывание, кормление), а также социализации через общение с собаками-терапевтами и их проводниками. Специалистами по канис-терапии разработаны и используются специальные программы реабилитации, принимая участия в которых люди с особенностями развития, психо-соматическими и двигательными нарушениями приобретают необходимые в повседневной жизни навыки, повышают свою самостоятельность и вовлеченность во взаимодействие с другими людьми и животными.

## Степени квалификации специалистов по канистерапии
Квалификация специалистов по канистерапии подразделяется на три основные степени:
- Волонтер-стажер — теоретически обученный доброволец находящийся в стадии прохождения практики работы в канис-терапии. В России большинство проводников, приезжающих работать со своими собаками в государственные учреждения для социализации и реабилитации подопечных, нуждающихся в канис-терапии, являются волонтерами. Такие специалисты не занимаются специализированной медицинской реаблитацией, однако делают очень важное дело — дают подопечным возможность общаться, приобретать социальные и прикладные навыки через взаимодействие с собаками.
- Методист — канис-терапевт (иногда называемый «куратор»), человек с образованием не ниже среднего профессионального в области педагогики, специальной педагогики, психологии, ЛФК, АФК. Должен обязательно пройти специализированный курс или подготовку в области канис-терапии, в том числе по организации работы канис-терапевтов. Канис-терапевт может самостоятельно вести мероприятия, составлять программы и методики на основе медицинских указаний квалифицированного врача или указаний педагога, руководить работой и контролировать волонтёров, проводить первичный отбор волонтёров и собак. Канис-терапевт не имеет права ставить диагнозы или давать рекомендации по лечению.
- Специалист-канистерапевт — опытный специалист с полномочиями для осуществления определённого вида терапии или занятий. Обычно это врач-невролог, психиатр, медицинский психолог, реабилитолог, инструктор ЛФК или АФК либо специальный педагог. Специалист-канистерапевт обязан завершить специализированные курсы и пройти дополнительные занятия по канистерапии, а также аттестацию. Часто такой специалист руководит группой волонтеров-стажеров, составляет индивидуальные программы реабилитации и обучает менее опытных терапевтов в группе.

## Области применения
В научных кругах давно под пристальное внимание психологов попали особенности взаимоотношений человека и собаки. Было замечено, что собаки оказывают значительное влияние на людей, причём носящее в основном позитивный характер. Также было замечено, что даже на расстоянии наблюдение за собаками и общение с ними помогает восстановить человеку душевный комфорт, может являться причиной исчезновения приступов мигрени и истероидного состояния. Чуткое обоняние позволяет собакам предсказывать начало различных болезней у человека, когда традиционные способы диагностики и анализа не указывают на них. В США широко используются собаки, обученные предсказывать начало эпилептического припадка и приступа астмы. А также собаки для эмоциональной поддержки (emotional support dog) для пациентов с фобиями и различными психологическими особенностями.
- Нормализация состояния человека — общение с собаками может оказывать благотворное влияние на человека в момент кризисного состояния, успокаивать и расслаблять. При этом снижается чувство одиночества и улучшается процесс социализации. Животное может оказать помощь человеку, нормализуя стрессовую ситуацию, в которую он попал, особенно испытывающему недостаток в социальной поддержке.
- Помощь в процессе социализации — животные могут стимулировать людей к общению друг с другом, зачастую являясь темой для беседы. Собака может быть поводом для дружественной беседы у абсолютно незнакомых людей[5].
- Влияние на мотивацию людей — собаки могут вдохновлять и мотивировать людей (например, на совершение прогулок). Это было замечено при наблюдении за людьми до и после заведения собаки. Приобретая собаку, люди резко увеличивали длительность своих прогулок, несмотря на то, что для физиологических надобностей собакам много времени не требовалось[5]. Побуждая к физической активности из-за необходимости выгула собак, животные благодаря этому положительно влияют на физическое здоровье людей (в частности, снижают риск осложнений у людей с сердечно-сосудистыми заболеваниями)[8].
- Успокоение и удержание внимания — эти эффекты наиболее часто применяются в работе с детьми, испытывающими трудности с концентрацией внимания или гиперактивностью. Исследования в школах показали, что животные способны захватывать и удерживать внимание детей, направляя его наружу, что уменьшало возбуждение и агрессию. Наблюдения взаимодействия собак и детей с синдромом Дауна показали, что живые собаки являлись более устойчивым объектом внимания, чем искусственные.
- Поддержка людей с неизлечимыми заболеваниями — стадии, через которые вынуждены пройти люди с неизлечимыми болезнями (отрицание, гнев, сделка, депрессия и принятие), протекают гораздо легче, когда окружающие способны поддержать больного, обеспечить ему эмоциональную близость. А влияние безмолвного преданного животного способно помочь людям управлять своими чувствами, справиться со страхом, отчаянием и одиночеством.
- Поддержка людей с ограниченными возможностями — участие собак в нормализации социальной окружающей среды было отмечено при исследовании общения детей в инвалидных креслах с окружающими. Те, кто имел рядом с собой собак, были объектами более пристального внимания на улице. Присутствие собаки обеспечивало гораздо больший коэффициент внимания и тёплого приёма. Окружающие рассматривали ребёнка с ограничениями в большей степени как здорового.
- Помощь людям, страдающим психическими заболеваниями — присутствие животных и собак в особенности может благотворно влиять и на людей с различными психическими заболеваниями, такими как детский церебральный паралич, аутизм, гиперактивность, болезнь Альцгеймера[5].

Группа психологов из США в исследовании эффекта взаимодействия слепых и собак-поводырей пришла к выводу, что слепые участники эксперимента (как имеющие собак-поводырей, так и не имеющие) более предпочитали сопровождающих собак, чем сопровождающих людей. 
В России в рамках доклада на московской конференции по канистерапии, проводящейся в 2009 году, кинолог-исследователь собак северных пород Елена Поцелуева представила программу взаимодействия северных ездовых собак и слепых или слабовидящих детей. Программа была опробована при участии одного из московских фондов и разработана для общего развития детей с недостатками восприятия, повышения их интереса к познанию окружающего мира. Обычно у таких детей стимулом к отказу от обучения служит отсутствие связи между воспринимаемой на слух учебной информацией и окружающим миром. Программа даёт возможность получить знания без зрительной информации. Например: дети знакомятся с разнообразием климатических зон Земли при помощи тактильного восприятия разницы шерсти собак разных пород из различных областей. При ощупывании лап разных собак можно судить об их назначении, какую работу они выполняют. Этим же способом дети могут подробнее узнать о быте северных народов, то есть хозяев этих собак. Также детям дают возможность сравнить звуки, которые издают собаки, — например, лай практически не нужен ездовым собакам, а вот звонкий лай используют оленегонные собаки и пастушьи. Подобные исследования проводились и среди слабослышащих людей. При использовании собак участники эксперимента обнаруживали повышение чувства безопасности, понижение чувства одиночества и повышенное социальное взаимодействие.

## Проблемы влияния канистерапии на самих собак

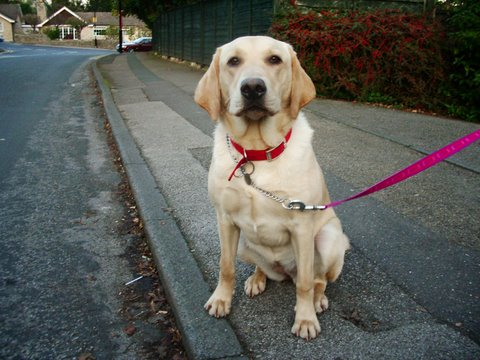
Лабрадор ретривер

На основании большого количества результатов исследований специалисты[кто?] в области психиатрии склонны полагать, что животные играют существенную роль в жизни людей. Собаки располагают к общению и обеспечивают поддержку, проявляя свою любовь и преданность человеку. Однако этическая сторона вопроса также остаётся не на последнем месте. Как методы канистерапии, положительно влияющие на людей могут влиять на самих животных? К сожалению, собаки не могут сообщить о своих ощущениях человеку напрямую, поэтому соблюдаются определённые принципы, основанные на соблюдении комфортных условий для животных при использовании канистерапии. В этих случаях необходимо соблюдать условия, в которых оба субъекта общения находятся в равных позициях и получают одинаковое удовольствие от пребывания друг с другом. Те моменты, когда один решает свои проблемы и поправляет здоровье, а другой вынужден выполнять приказы, терпеть, а порой и испытывать боль, ни в коем случае не должны практиковаться.
В соответствии с исследованием, проведённым в Ставрополе, собаки подвергаются психическим нагрузкам во время занятий. Именно поэтому ставропольские специалисты канистерапии используют в работе не одну собаку. Оптимальным является режим, когда собака в течение дня отрабатывает максимум 4 часа, после чего на 2—3 суток отправляется на отдых (в данном случае используется свободный выгул за городом и стайное содержание). Всего работают 7 собак, поочерёдно подменяя друг друга.

## Применяемые породы собак
Для канистерапии пригодны собаки любых пород и беспородные. Статистика старейшей организации, тестирующей собак-терапевтов с 1974 года, — Therapy Dog International (TDI) — не показывает преобладания каких-либо пород в качестве собак-терапевтов. Собаки предварительно тестируются по специальным поведенческим тестам на отсутствие агрессивной реакции к людям, собакам, отсутствие страха перед громкими звуками и нестандартными предметами (например, раскрывающимся зонтом). После этого собаки проходят обучение, завершающееся сдачей экзамена и получением свидетельства «собака — средство реабилитации». Собака-терапевт — не порода, а стандарт обучения.
Собаки мелких размеров успешно используются при работе с взрослыми, пожилыми и лежачими пациентами, пациентами хосписов. Крупные и средние собаки пригодны для работы с детьми и подростками, страдающими различными заболеваниями. Выбор размера и породы собаки-терапевта определяется стратегией реабилитации, а не личными пристрастиями специалиста-канистерапевта.
Для детей с девиантным поведением, психологическими отклонениями или имеющих ограниченные возможности часто используются северные ездовые собаки — маламуты, хаски, самоеды, чинуки, чукотские и таймырские ездовые собаки. Собаки этих пород отличаются особым доброжелательным отношением к людям, и в особенности к детям
По опыту Ставрополя, не самыми подходящими для терапевтической работы оказались пудели, разновидности «той» и некоторые другие декоративные породы. В силу особенностей психики они быстро устают и отказываются от работы и требуют очень длительной реабилитации, врождённая слабость психики не позволяет применять этих собак без вреда для них самих. Возможности собак декоративных пород ограничиваются рамками реабилитации и лечебной кинологии, но для терапии эти возможности недостаточны.

## Противопоказания
Для канистерапии существуют определённые противопоказания к проведению занятий. Это лабораторно подтверждённая аллергия на панель аллергенов «домашние животные», заболевания верхних дыхательных путей, повреждения и заболевания кожи, инфекционные заболевания, повышенная температура, фобии, направленные на животных. При наличии тревожности и страхов, связанных с животными (не следует путать эти страхи с фобиями), занятия канистерапией возможны под контролем психолога, по специальной программе.
Кроме противопоказаний, существуют и осложнения канистерапии. Самое распространённое из них — развитие гиперпривязанности к одному животному, оно является типичным следствием работы неквалифицированного канистерапевта.

## Мировое признание
с 1976 года энималтерапия с собакой, она же канистерапия, применяется в различных клиниках, реабилитационных центрах, домах ухода, военных госпиталях и других подобных учреждениях. Международная база медицинских исследований Pubmed содержит более 230 статей о применении канистерапии в медицинской практике и около 1500 статей о применении энималтерапии .
- С 1 июля 2010 года в Польше специальность «канистерапевт» внесена в государственный список профессий благодаря инициативе Польского общества канистерапии (PTK)[11].
- В некоторых клиниках Германии официально применяют канистерапию .
- На двух специальных фермах при больнице[какой?] содержатся животные от мелких (которых можно взять в руки) до крупных (например, верховых лошадей)[12].
- В Норвегии подготовкой собак-помощников занимаются целые государственные учреждения и благотворительные сообщества. Щенков для этих целей зачастую бесплатно предоставляют владельцы собачьих питомников[источник не указан 4611 дней].
- В США 95 % животных, используемых в психотерапии, составляют собаки[4][неавторитетный источник].
- В Великобритании в Исследовательском центре выявления рака и биологических опасностей с помощью собак (англ.  Cancer and Bio-Detection Dogs research center) в Эйлсбери производится целенаправленное обучение собак, направленное на распознавание опасного уровня глюкозы в крови диабетиков. По завершении обучения они будут переданы больным с сахарным диабетом 2-го типа[3][неавторитетный источник].
- В Финляндии в ряде городов практикуется помощь собак для корректировки логопедических проблем у детей[13][14].

## Канистерапия в России

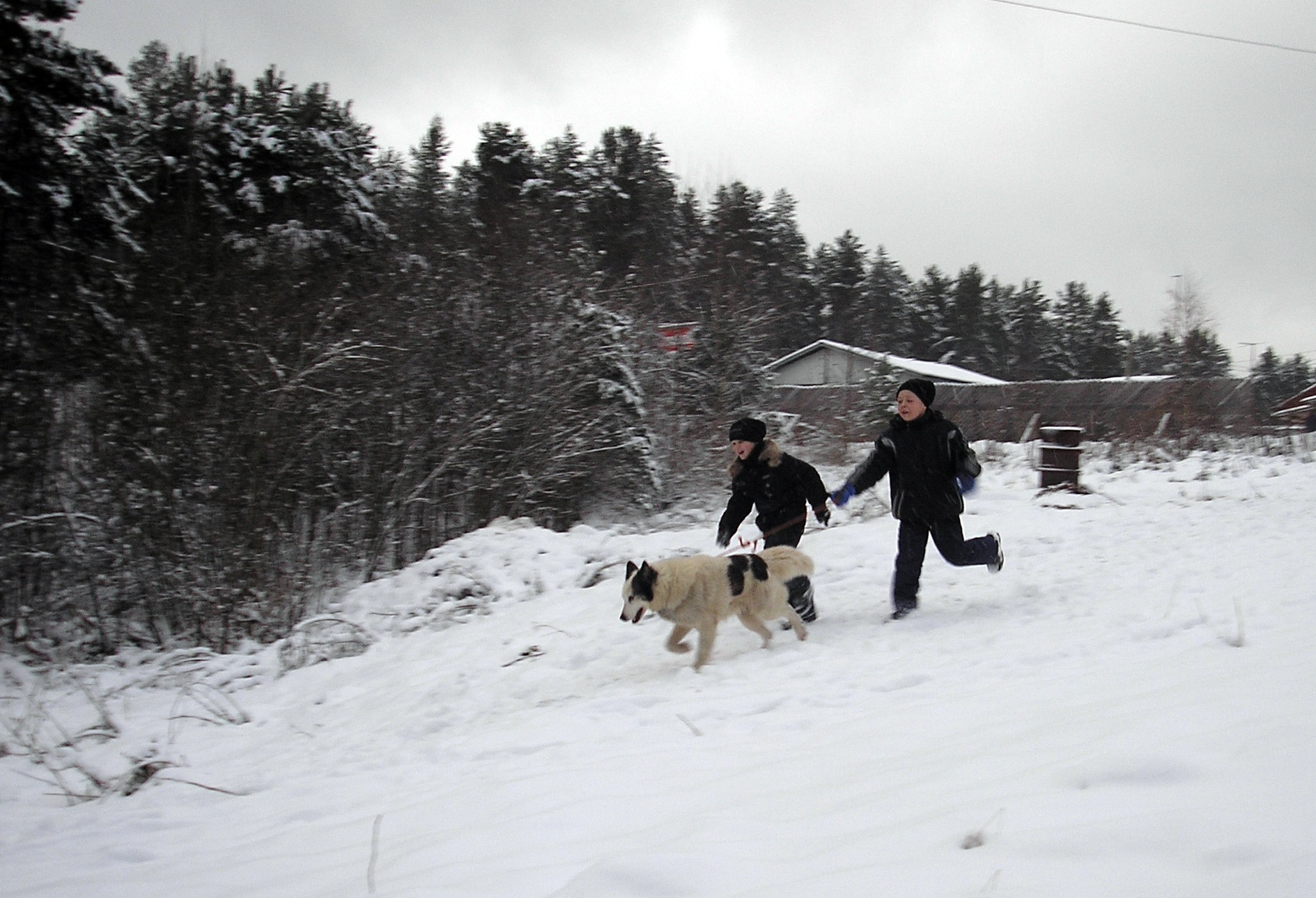
Прогулка детей с ездовыми собаками в России

На данный момент активно продвигаемый подход, называемый канистерапией, не в состоянии реализовать заявленные психотерапевтические возможности, поскольку фактически не работает с психикой объекта. Практические методики опираются исключительно на кинетико-тактильные взаимодействия, но не используют социальные (личностные и партнерские) возможности, сосредоточившись на соматической помощи.
В то же время, в Санкт-Петербурге предпринимаются успешные эксперименты по переносу методик коррекции психики животных на детей с нарушениями психического развития. Основу методики составляет взаимная подстройка ведущего (человека), посредника (собаки) и объекта (в данном случае — ребенка). Средством такой психотерапии служит координация локомоторных функций. Мышечные обратные связи и единые законы организации нервных процессов обуславливают закрепление и обобщение механизмов координации на все уровни деятельности нервной системы, вплоть до психики и интеллекта (аналогично, например, "пальчиковой гимнастике" и другой микромоторике).
Попытки использования элементов канистерапии в России известны достаточно давно. Ещё в 1940-е годы многие увлечённые собаководы использовали интерес детей и подростков к собакам при работе с беспризорниками и «трудными подростками». Многочисленные клубы юных собаководов частично применяли и принципы канистерапии, «пёсотерапию» упоминает в своей книге «Мои друзья» писатель и журналист Борис Рябинин. Термин «канистерапия» и первые попытки работы в этом направлении возникли в 1990-е годы одновременно в Москве, Петербурге, Мурманске и других городах России. Написаны книги и статьи о клиническом применении метода — как очень популярные, так и полунаучные. Первые попытки организовать применение канистерапии в соответствии с медицинскими представлениями о нейрореабилитации, двигательной, психологической и социальной реабилитации были предприняты с середины 2000 некоторыми специалистами, совмещавшими медицинское образование и интерес к данному методу. В 2011 году в России создана организация, объединившая канистерапевтов России, — Сообщество поддержки и развития Канис-Терапии, с 2014 года СПРКТ представляет интересы канистерапевтов в Союзе реабилитологов России . Усилиями организации канистерапия достигла признания в рамках традиционной медицины, в ВАК-рецензируемых журналах напечатаны первые статьи об отечественных клинических исследований эффективности канистерапии 
В Петербурге и Ленинградской области с 2007 года работает Благотворительная общественная организация «Собаки для жизни». Основателем и президентом организации является Людмила Амарантова. Организация регулярно проводит занятия канистерапией в различных учреждениях города и области. Среди постоянных партнёров Благотворительной общественной организации «Собаки для жизни» — Центр речевого развития «РАС-тишки», школа-интернат № 1 имени А. А. Грота для незрячих и слабовидящих детей, коррекционная школа-интернат № 9 для детей с ДЦП, Государственная библиотека для слепых и слабовидящих. Организация активно сотрудничает с петербургским Социальным гериатрическим центром «Опека». Волонтёры организации проводят регулярные занятия канистерапией в пансионатах для престарелых этой сети: «Южном», «Кондратьевском», «Приморском» и других. По данным на 2014 год, в штате БОО «Собаки для жизни» работают около тридцати волонтёров.